# HD 74794
HD 74794，又名BD-01 2125，SAO 136254、HR 3478，是一颗恒星，视星等为5.7，位于銀經228.86，銀緯24.21，其B1900.0坐标为赤經8h 40m 58.1s，赤緯-1° 24.21′ 8″。